# El Ermitaño, Veracruz
El Ermitaño är en ort i Mexiko.   Den ligger i kommunen Espinal och delstaten Veracruz, i den sydöstra delen av landet, 190 km nordost om huvudstaden Mexico City. El Ermitaño ligger 87 meter över havet och antalet invånare är 561.
Terrängen runt El Ermitaño är platt åt nordost, men åt sydväst är den kuperad. Runt El Ermitaño är det ganska tätbefolkat, med 72 invånare per kvadratkilometer. Närmaste större samhälle är Coxquihui, 8,2 km väster om El Ermitaño. Omgivningarna runt El Ermitaño är en mosaik av jordbruksmark och naturlig växtlighet.